# Martin PBM Mariner
El Martin PBM Mariner ( designación de diseño Martin Modelo 162) fue un hidroavión de patrulla antisubmarina,  guardacostas y de rescate fabricado por empresa Glenn L. Martin Company ., utilizado ampliamente en Estados Unidos durante la Segunda Guerra Mundial como complemento del PBY Catalina. En la década de los 50 y principios de los 60 fue usado por las armadas de Argentina, Australia, Holanda y Uruguay.
Su distintiva silueta de doble timón de deriva angular y alas de gaviota fue el sello de reconocimiento de estos hidroaviones de mediano tamaño.

## Historial
En 1937, la US Navy debido a las excelentes prestaciones del P3M Martin encargó a la firma Glenn L. Martin Company el desarrollo de un prototipo de hidroavión de apoyo para las misiones del PBY Catalina. En un comienzo las especificaciones de la US Navy eran de un avión de mediano alcance para tareas de patrulla costera; pero en la medida que los Estados Unidos entraron a los diferentes frentes de la Segunda Guerra Mundial, las especificaciones de la Armada fueron variando toda vez que el escenario bélico exigía nuevas prestaciones, produciéndose de este modo una serie de prototipos y producciones parciales de modelos hasta llegar a una quinta versión (P5M) polivalente y con electrónica militar que fue la más producida, esta versión tuvo además ruedas retráctiles que le permitieron capacidades anfibias. Entró en producción en 1940 y se produjeron 1.285 unidades hasta 1949.
El PBM Mariner fue utilizado ampliamente en la SGM en misiones de rescate y patrulla en el Frente Europeo como en el Frente del Pacífico, y ocasionalmente fungió en su rol de avión antisubmarino registrando el hundimiento de al menos 10 submarinos U-Boote durante toda la guerra.
Posteriormente ya terminada la guerra, aún quedaban más de 500 unidades operativas (la producción terminó en 1949) en servicio que fueron reconvertidos para la guerra de Corea y luego de terminada, los excedentes fueron vendidos a Holanda y Argentina. El último PBM Mariner en servicio operó hasta 1962 en Uruguay.
Uno de estos aviones estadounidenses estuvo involucrado en el llamado mito del Triángulo de las Bermudas, un Mariner (No 59.225) salió de la Estación Naval de Banana River en la búsqueda del malogrado Vuelo 19, compuesto por 5 Grumann Avenger TFB que habían despegado de Fort Lauderdale en diciembre de 1945. Nunca volvió a reportarse.
El éxito obtenido del PBM Mariner motivó a la US NAVY a solicitar el proyecto del Martin JRM Mars, el mayor hidroavión militar estadounidense producido (hasta 1947).

## Prototipos y variantes
- XPBM-1: (Modelo n.º 162) ; Primer prototipo. Propulsado por dos motores Wright R-2600 de 1.194 kW (1.600 hp).
  - Version: PBM-1 (Modelo n.º 162). Se construyeron tan solo 21 unidades.

- XPBM-2: (Modelo n.º 162): Segundo prototipo, mayor rango y con accesorios para ser catapultado, pero desechado.
  - No hubo versión.

- XPBM 3: (Modelo n.º 162B) Armado con 5 ametralladoras de 12,7 mm en cinco troneras. Potencia de 1900 hp.
  - Versión: PBM-3: Destinado a transporte militar, se produjeron 31 unidades. Propulsado por dos motores radiales Wright 2600-22 Cyclone de 1900 HP.
  - Versión PBM 3C: Destinado a patrullaje, armado con ametralladoras dobles de 12,7 mm en torretas de nariz y cola, más troneras ventrales y dotado con radar AN/APS-15 en una cúpula drosal detrás de la cabina. Se produjeron unas 274 unidades.
  - Versión PBM 3-S: Destinado a labores de patrullaje antisubmarino en la costa Este de los Estados Unidos, mayor autonomía y armado con bombas de demolición.

- XPBM 4: (modelo n.º 162E) Prototipo equipado con motores Pratt & Whitney de mayor potencia, 2.700 Hp
  - Versión: No pasó a producción.

- XPBM 5: Prototipo (Modelo n.º 162F) equipados con motores Pratt & Whitney de 2.100 Hp, tren de apontaje retráctil, radarizado, ruedas retráctiles para opción anfibia, capacidad de cargar torpedos o bombas, mayor rango de acción, polivalente. Este prototipo fue el que mejor aceptación tuvo.
  - Versión PBM 5A: (Modelo nº162G) Versión anfibia, esta fue la versión antisubmarina y la que se envió al Reino Unido como parte de la Ley de Préstamo y Arriendo; las 28 unidades enviadas conformaron el escuadrón n.º 524 de patrullaje costero. De esta versión se construyeron alrededor de 630 unidades.[2]

## Especificaciones (PBM-5S)
Referencia datos: Jane's Fighting Aircraft of World War II

### Características generales
- Tripulación: Siete
- Longitud: 24 m (78,7 ft)
- Envergadura: 36 m (118,1 ft)
- Altura: 8,4 m (27,6 ft)
- Superficie alar: 130,8 m² (1408 ft²)
- Peso vacío: 15 100 kg (33 280,4 lb)
- Peso cargado: 25 425 kg (56 036,7 lb)
- Planta motriz: 2× motor radial de 18 cilindros en doble estrella refrigerado por aire Pratt & Whitney R-2800.
  - Potencia: 1566 kW (2100 HP; 2129 CV) cada uno.
- Hélices: 1× hélice cuatripala por motor.

### Rendimiento
- Velocidad nunca excedida (Vne): 340 km/h (211 MPH; 184 kt)
- Alcance: 3600 km (1944 nmi; 2237 mi) 4800 km en versión antisubmarina
- Techo de vuelo: 6000 m (19 685 ft)
- Régimen de ascenso: 4,1

### Armamento
- Ametralladoras: 

  - 8x Browning M2 de 12,7 mm
- Otros: 2 torpedos MK13 o 2 torpedos MK-24 acústicos, cargas de profundidad o bombas

### Desarrollos relacionados
- Martin P5M Marlin

### Aeronaves similares
- Consolidated PBY Catalina
- Consolidated PB2Y Coronado
- Kawanishi H6K "Mavis"
- Kawanishi H8K "Emily"
- Short Sunderland
- Beriev Be-6

### Secuencias de designación
- Secuencia Numérica (interna de Martin): ← 146 - 156 - 158 - 162 - 166 - 167 - 170 →
- Secuencia PB_M (Bombarderos de Patrulla de la Armada estadounidense, 1935-1962 (Martin, 1922-1962)): PBM - PB2M

### Listas relacionadas
- Anexo:Aeronaves militares de los Estados Unidos (navales)